# Дресден, Сем (композитор)
Сем Дресден (нидерл. Sem Dresden; 20 апреля 1881[…], Амстердам[…] — 30 июля 1957, Гаага) — нидерландский композитор. Отец писателя Сема Дресдена.

## Биография
Учился в Амстердаме у Бернарда Зверса, затем в Берлине у Энгельберта Хумпердинка и Ханса Пфицнера. В 1905—1914 годах возглавлял хоровые коллективы в Ларене, Амстердаме и Тиле. В 1918 году стал одним из основателей Общества современных нидерландских композиторов, просуществовавшего шесть лет. С 1919 года преподавал в Амстердамской консерватории, в 1924 году возглавил её; среди учеников Дресдена были, в частности, Вольфганг Вейдевелд, Кор Кее, Лео Смит, Георг Стам, Виллем ван Оттерло, Фре Фоке, Адриан Энгельс. Затем в 1937—1941 и 1945—1949 годах был директором Гаагской консерватории.
Дресдену принадлежит опера «Франсуа Вийон» (1957, оркестровку завершил Ян Мул), концерты для скрипки (два), фортепиано, гобоя, флейты, органа с оркестром, камерные сочинения (в том числе Соната для скрипки и фортепиано, 1905, впервые исполненная Карлом Флешем) и др.
Именем Дресдена в 1968 году названа улица (нидерл. Dresdenlaan) в роттердамском районе Моленланквартир.